# ماتروناليا
ماتروناليا مهرجان كان الرومان يقيمونه في مطلع شهر آذار من كلّ عام، أي في عيد رأس السنة الرومانية، تكريماً لـ«جونو» إلاهة النساء والزواج في الميثولوجيا الرومانية.